# Federico Bussolin
Federico Bussolin (Firenze, 24 maggio 1990) è un nuotatore italiano.

## Carriera
Si è distinto nella categoria giovanile già nel 2007 quando ha vinto la medaglia d'argento nei 200 m delfino ai campionati europei di Anversa. L'anno dopo ha partecipato a mondiali ed europei giovanili, arrivando secondo nei 200 m farfalla ai mondiali di Monterrey di luglio; poche settimane dopo agli europei di Belgrado è arrivato primo nella stessa gara ed ha vinto anche il bronzo con la staffetta 4 × 100 m mista con Stefano Mauro Pizzamiglio, Andrea Toniato e Marco Orsi.

## Palmarès
| Mondiali giovanili     | 100 m farfalla          | 200 m farfalla  | 4 × 100 m mista                 |
| 2008 Monterrey Messico | 12º in semifinale 55"02 | Argento 1'59"13 | ---                             |
| Europei giovanili      | 100 m farfalla          | 200 m farfalla  | 4 × 100 m mista                 |
| 2007 Anversa Belgio    | ---                     | Argento 2'00"33 | ---                             |
| 2008 Belgrado Serbia   | 9º in semifinale 54"72  | Oro 1'59"29     | Bronzo: 3'43"10 frazione: 54"06 |